# Langen (Hesse)

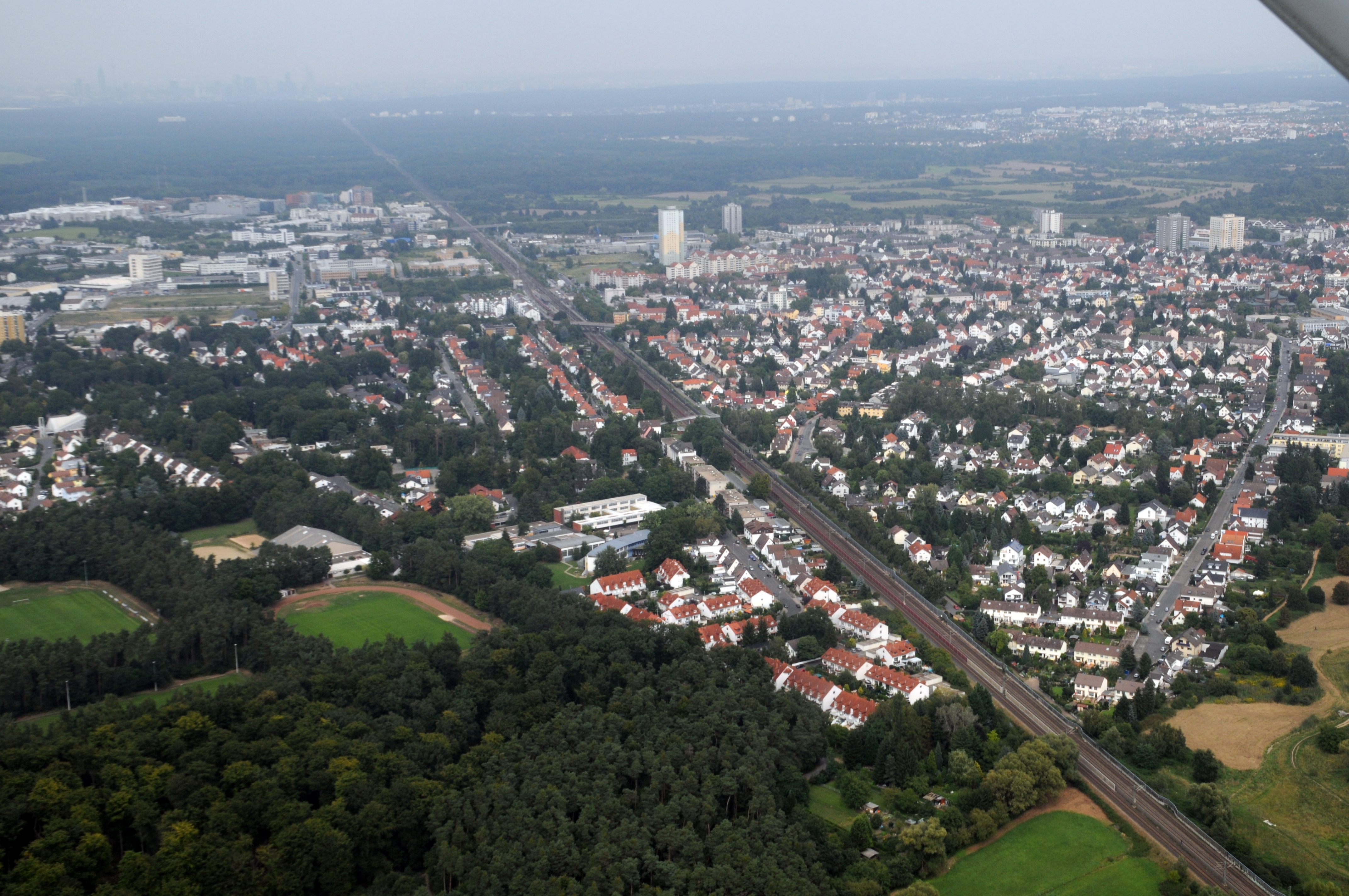
Langen

Langen (pronunciación en alemán: /ˈlaŋən/ⓘ) es una ciudad en el distrito de Offenbach en el estado federado Hesse de Alemania. Se encuentra en el suroeste de Alemania, a 15 kilómetros de distancia del centro de Fráncfort del Meno. En sus seis barrios viven 36 000 habitantes.

## Ubicación
Langen se encuentra en el estado federado Hesse y forma parte de la Región Rin-Meno. A una distancia de 20 kilómetros hay tres ciudades con más de 100 000 habitantes: Fráncfort, Offenbach y Darmstadt. El tercer aeropuerto más grande de Europa (Aeropuerto de Fráncfort del Meno) está ubicado a 15 km de Langen.
Langen es colindante con la ciudad de Dreieich en el norte y el este, con Egelsbach en el sur y con Mörfelden-Walldorf en el oeste.

## Lugares de interés
- Un agua parc: gran piscina descubierta con juegos de agua. Hay varios vasos, uno de ellos con un tobogán y varios juegos acuáticos, otro vaso con torres de trampolines, un vaso grande para bebés y un vaso de 50 metros para nadar. Hay un gran césped para tumbarse, una pista de volei playa y un bar.

- Una piscina cubierta: piscina con 4 vasos, uno de 50 m para nadar, uno con trampolines, uno para bebés y uno para niños.

- Lago "Waldsee": lago más grande y más popular de la provincia. Hay un camping, una gran playa para bañistas, 3 pistas de volei playa, un bar, una playa para nudistas, un puerto pequeño para veleros y surfistas y un sitio para pescadores. Cada año el Ironman tiene lugar en el lago y los atléticos realizan la disciplina de natación aquí.

- Estanque "Paddelteich": un estanque grande a 500 m de la ciudad, con patos y otros animales. Popular como zona de recreo: A un lado hay bosque, al otro lado un gran césped, un parque infantil y restaurantes.

- Castillo de Wolfsgarten: en el bosque entre Langen y Egelsbach se encuentra el palacio "Wolfsgarten", construido en el siglo XVIII, que servía como punto de partida de cazas para el conde Ernst Ludwig de Hesse-Darmstadt. Hoy en día también aloja un parque precioso, cuyos rododendros se puede visitar dos fines de semana de mayo, temporada en la que florecen.

- Casco antiguo: en el centro antiguo de la ciudad alrededor de la iglesia principal se pueden ver las típicas casas antiguas de paredes entramadas. La mayoría son renovadas, por lo que merece la pena caminar por las calles estrechas.

- Iglesia principal "Stadtkirche": situada en el centro antiguo de la ciudad forma un monumento importante. Junto con la inauguración de la iglesia en 1883, Langen recibió sus derechos de ciudad.

- Calle principal "Bahnstraße": calle grande que se extiende desde la estación de trenes hasta la plaza de Martín Lutero (Lutherplatz). Calle comercial con muchas tiendas.

## Vida social

### Fiestas
- Ebbelwoi-Fest

La fiesta más importante del pueblo es la fiesta del vino de manzana en junio. Siempre está iniciado con grandes fuegos artificiales y dura cuatro días. En este tiempo todo el casco antiguo está bloqueado y lleno de puestos y atracciones. Es una fiesta conocida por toda la región y es una buena ocasión para el encuentro de todos los ciudadanos. De la fuente antigua delante de la iglesia principal, no fluye agua durante los días de fiesta sino vino de manzana.
- Verkaufsoffener Sonntag/ Kerb

Al menos un domingo al año, en otoño, la calle principal "Bahnstraße" está cerrada al tráfico por la fiesta del domingo de tiendas abiertas. Todas las tiendas abren y preparan ofertas especiales con juegos, rifas de regalos, comida, etc.
Las asociaciones de la ciudad también se presentan con puestos. Los restaurantes de la ciudad venden delicias en la calle.
- Weihnachtsmarkt

Dos fines de semana en diciembre, alrededor de la iglesia principal se instala un mercado de Navidad. Ofertantes comerciales o asociaciones sin ánimo de lucro ponen puestos y venden comida y bebidas calientes, pasteles o artículos hechos a mano. El mercado presenta una buena ocasión para encontrarse con amigos y disfrutar el tiempo antes de la Navidad.

### Deportes
En Langen básicamente hay dos grandes sociedades deportivas: SSG y TVL. Ambos tienen cada uno una sección para un montón de deportes. Una sección de fútbol, una de atletismo, una de tenis, etc. Además existen otras sociedades deportivas más pequeñas.
No hace falta ser miembro de una sociedad para practicar deportes, la oferta de instalaciones de deportes pública es variada y abundante.
- Baloncesto

El club TV 1860 Langen es famoso por su trabajo deportivo con jóvenes. Su equipo principal juega en la división PRO A, la segunda más alta de Alemania. Los equipos juveniles incluso tienen más éxito y regularmente compiten por el campeonato alemán. Los partidos en casa tienen lugar en el estadio "Georg-Sehring-Halle".
- Yudo / Judo

Desde hace 50 años existe también un club deportivo de Judo. Es bastante importante en la región. 

### Prensa
El periódico "Langener Zeitung" es de la ciudad y el más leído en Langen. Contiene noticias internacionales, nacionales y locales.
También existen varios periódicos gratuitos de la región que publican una o dos veces a la semana como el "Dreieich-Spiegel" o la "Dreieich-Zeitung".
Los grandes periódicos de Frankfurt "Frankfurter Rundschau" y "Frankfurter Allgemeine Zeitung", conocidos en todo el país, contienen unas páginas de noticias regionales de Langen y su entorno.
Estaciones de radio o televisión no hay en Langen, solo canales de todo el estado federal Hesse.

## Política
Cada cinco años los ciudadanos de Langen votan al alcalde. Cada ciudadano puede ponerse candidato y después la gente vota a su candidato favorito directamente. El alcalde forma el presidente de la administración municipal.
Asimismo hay elecciones municipales cada cinco años en las que los ciudadanos deciden la composición de la asamblea municipal urbana. Los partidos preparan listas de candidatos y los votantes pueden votar a los candidatos individualmente o simplemente a un partido. La asamblea tiene 45 sedes y el porcentaje de los votos determina el número de sedes. Solamente los partidos con más que 5% de los votos pueden enviar diputados a la asamblea. En la asamblea no hay coaliciones fijas sino que los partidos tienen que buscar una mayoría para cada proyecto de ley.

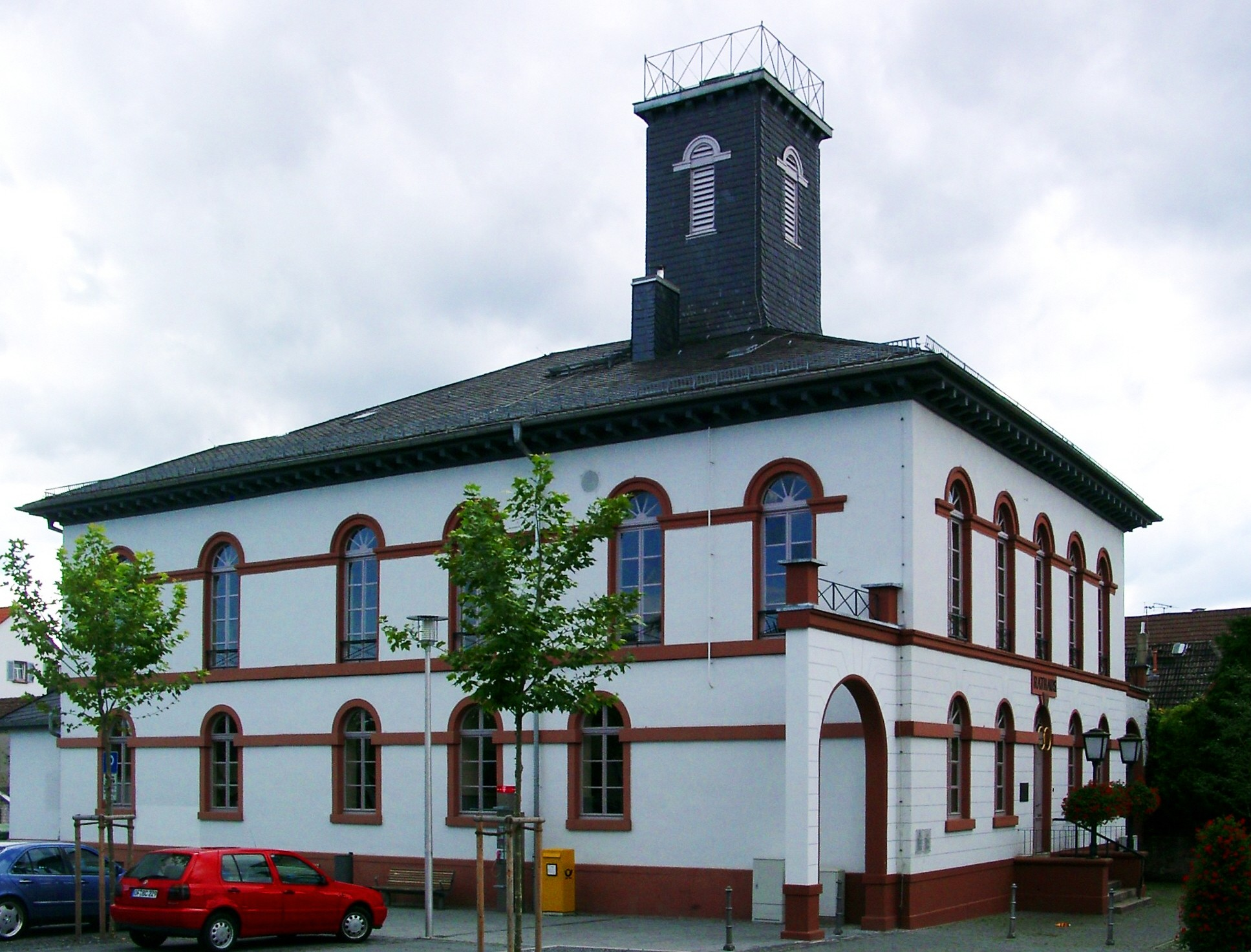
El ayuntamiento antiguo, hoy sirve para exposiciones

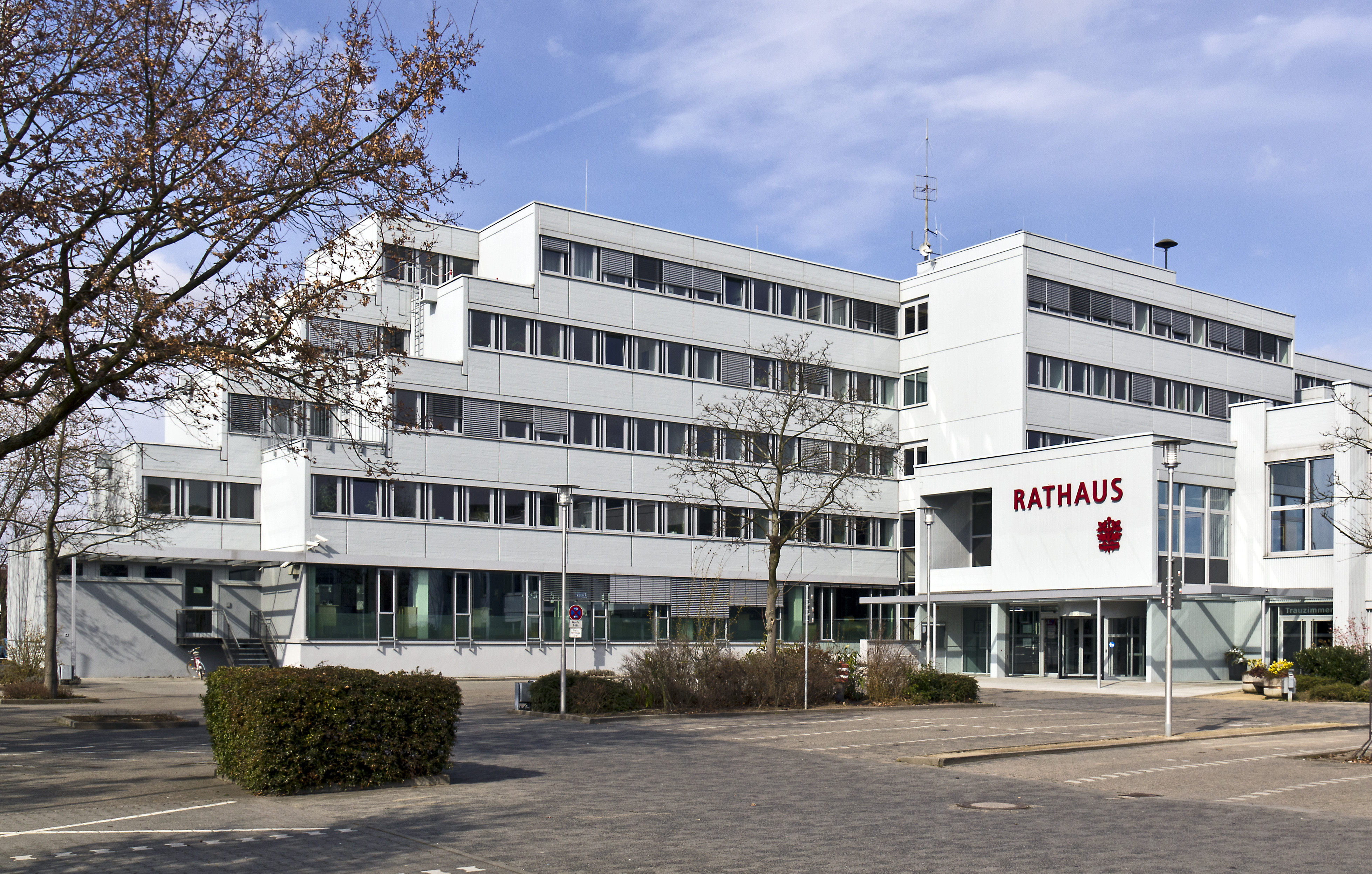
El ayuntamiento nuevo de Langen

### Elección del alcalde
Al inicio del año 2008 los ciudadanos votaron a un nuevo alcalde. El alcalde anterior Dieter Pitthan, del partido SPD, no se presentó porque ya había gobernado la ciudad por 18 años. Seis hombres y una mujer se presentaron pero ninguno pudo lograr la mayoría de los votos. Frieder Gebhardt, del partido SPD, y Berthold Matyschok, del partido CDU, los dos candidatos más votados, se sometieron a una segunda votación. Esta vez Frieder Gebhardt ganó con 63,98% de los votos y relevará a Dieter Pitthan como alcalde en julio de 2008.

### Elecciones municipales
En el año 2006 la nueva composición de la asamblea municipal fue elegida. De las 45 sedes el CDU (Unión Demócrata Cristiana) logró 16 sedes, el SPD (Partido Socialdemócrata Alemán) 14 sedes, die Grünen (Los Verdes) 7 sedes, el FDP (Partido Demócrata Liberal) y el FWG (Asociación de votantes independientes) 3 sedes.
| Partidos                     | Partidos                                                             | % 2006 | Sedes 2006 | % 2001 | Sedes 2001 |
| CDU                          | Christlich Demokratische Union Deutschlands                          | 35,5   | 16         | 37,9   | 17         |
| SPD                          | Sozialdemokratische Partei Deutschlands                              | 31,4   | 14         | 32,0   | 14         |
| GRÜNE                        | Bündnis 90 / Die Grünen                                              | 14,7   | 7          | 14,7   | 7          |
| FDP                          | Freie Demokratische Partei                                           | 6,4    | 3          | 5,5    | 3          |
| FWG-NEV                      | Freie Wähler-Gemeinschaft - Nichtparteigebundene Einwohner-Vertreter | 6,4    | 3          | 5,5    | 3          |
| Total                        | Total                                                                | 100,0  | 45         | 100,0  | 45         |
| Participación electoral en % | Participación electoral en %                                         | 37,3   | 37,3       | 46,2   | 46,2       |

## Economía

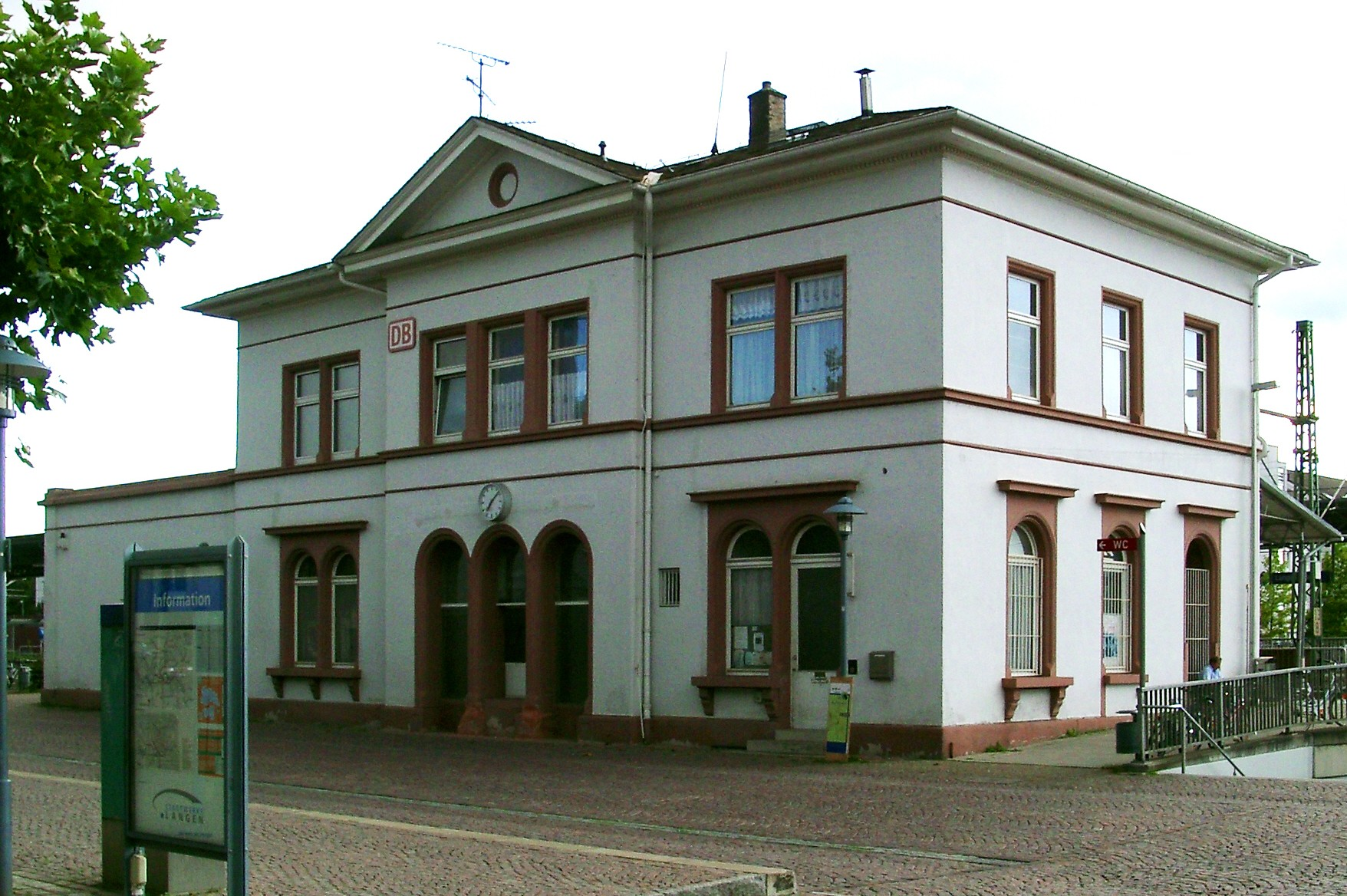
La estación de tren

Con la proximidad que tiene Langen a los centros económicos de Fráncfort y Darmstadt mucha gente trabaja fuera de la ciudad, por ejemplo en el entorno del Aeropuerto de Fráncfort donde trabajan 60 000 personas es el lugar donde se concentra el mayor número de trabajadores de Alemania.
Todavía Langen posee un polígono industrial con muchas empresas del sector terciario: Empresas conocidos como DHL, Nipon, Fujitsu, Panasonic, etc.
El comercio al por menor se ha establecido en la mencionada "Bahnstraße".
Tres autoridades federales están representadas en Langen. El Instituto de higiene de Agua, Tierra y Aire, parte del Ministerio del Medio Ambiente, tiene su sede en Langen.
Desde 1993 Langen aloja el Instituto de Paul-Ehrlich del Ministerio de la Salud. El instituto es responsable para la admisión de vacunas en Alemania.
La institución la más grande en Langen es el Centro del Control Aéreo, una instalación de enorme importancia. Los controladores aéreos de Langen regulan todo el tráfico aéreo de la mitad sur de Alemania. Asociado con el centro también existe una academia de formación de controladores aéreos.

## Emigración española
Langen fue un gran centro de emigración española entre los años 1960 y 1998. Siendo su punto culminante los años 1968 y 1977.
Los españoles en su gran mayoría fueron contratados por la gran empresa Pittler, puntera en la fabricación de tornos automáticos.
Fue en el año 1968 cuando llegó la mayor cantidad de españoles a trabajar y a vivir en Langen; llegaron principalmente de Sevilla, Cádiz, Granada Valencia, Castellón, y varias provincias más, principalmente de la localidad de Burriana. También llegaron de Zamora, León, Madrid, Badajoz etc.
Pronto formaron una Asociación de españoles y se dieron a conocer en toda la zona de Offembach, Darmstad y Fráncfort. Las primeras reuniones de la Asociación se formaban en el Bar de Ángel, (un valenciano que cedió la parte trasera de su bar para uso de la asociación.
Fue su primer presidente Mario Antonio Quirós Pereira, que junto con Arcadio Pérez, Antonio Personat, José Morales, Juan Oliveros, (primer alcalde en democracia de su pueblo Trebujena) y uno de los más respetados y antiguo en Langen, el señor Merino, y otros españoles formaron la primera directiva.
En esos años, la vida del español en Langen y pueblos de alrededor Egelsbach,Mörfleden,Erzhausen, Drieich,Neu-Isenburg etc, era bastante animada en cuanto se aprovechaba todo el tiempo entre trabajo y actividades, se creó un primer equipo de fútbol, el Langen, que luego de un tiempo fue sustituido por la creación de un equipo muy fuerte que ganó grandes trofeos en la liga española de Hesse, le pusieron el nombre del Rayo de Langen, este equipo fue auspiciado por Carlos de Madrid y Arcadio Pérez de Sevilla.
Se formaban fiestas, en los que participaba casi toda la colonia de españoles, en uno de los cines, cada 15 días se ponía una película en español, debido al alto índice de niños españoles, la junta directiva consiguió que mandaran maestros españoles para atender a los niños españoles en su lengua, uno de los primeros maestros fue Santiago.
En el año 1972/3 tras mucho trabajo en el consulado español de Fráncfort y el ayuntamiento de Langen, se consiguió por parte del ayuntamiento un local para lo que fue el futuro Centro Español de Langen. Dicho centro fue ubicado en la calle Fahrgasse 10.
Para conseguir las ayudas del entonces Consulado, la directiva formada por Mario A. Quirós, Antonio Personat, Juan Oliveros y otros varios tuvieron que dimitir porque según el consulado no eran bien vistas sus actividades subversivas y políticas.
Como norma la colonia española, no tuvo demasiados problemas en la integración con los vecinos de Langen así como disfrutaron como cosa normal de bastantes viviendas sociales al amparo de sus trabajos y buen hacer.

## Ciudades hermanadas
- Tarso (Turquía)
- Romorantin-Lanthenay (Francia)
- Long-Eaton (Inglaterra)
- Aranda de Duero (España)